# Noisecontrollers
Noisecontrollers ist ein  niederländischer DJ. Von den Musikproduzenten Bas Oskam und Arjan Terpstra im Jahr 2005 gegründet, die hauptsächlich Hardstyle produzieren und auflegen, erlangte das „Disc Jockey-Team“ im Jahr 2009 mit Ctrl.Alt.Delete an Bekanntheit, welches als Hymne des In Qontrol-Festivals verwendet wurde. Seit 2013 besteht das Projekt nur noch aus Bas Oskam. Zusammen mit Bass Modulators ist er auch unter dem Namen NCBM (Noisecontrollers & Bass Modulators) bekannt. Unter diesem Namen traten sie 2016 auch auf Defqon.1 auf.

## Karriere
Im Jahr 2009 sind Noisecontrollers auf den Veranstaltungen In Qontrol, Hardbass, Defqon.1, Mystery Land, Qlimax und Reverze aufgetreten.
Seit November 2010 sind Bas Oskam und Arjan Terpstra nicht mehr beim Label Fusion Records vertreten und gründeten zusammen mit Wildstylez das Label Digital Age.
Gemeinsam mit anderen Künstlern machte sich Noisecontrollers einen Namen mit Hymnen zu wichtigen Szeneveranstaltungen wie Bassleader (2008), Decibel (2010), Defqon.1 (2011), gemeinsam mit Wildstylez und Headhunterz für die Defqon.1 (2012) und den Alpha Twins für Decibel 2013.
Am 20. November 2013 gab das Duo bekannt, nicht mehr weiter zusammenzuarbeiten. Arjan Terpstra begründete seine Entscheidung damit, sich auf seinen eigenen Stil konzentrieren zu wollen und produziert seitdem als Bloqshot Dubstep. Bas Oskam führt das Projekt seitdem alleine fort. Ihren letzten gemeinsamen Auftritt hatten sie auf dem Event „We are Hardstyle“ am 26. Dezember 2013.
Beide ursprünglichen Mitglieder produzieren auch unter weiteren Pseudonymen Musik:
- Bas Oskam als Pavelow (Dubstyle) und SMD (Hardstyle)
- Arjan Terpstra als Killer Clown (Hardstyle) und Bloqshot (Dubstep)

## Diskografie

### Alben
- 2012: E = NC²
- 2014: All Around
- 2015: All Night Long (Collected Studio Material 2013–2015)
- 2015: 10 Years

### DJ-Mixe
- 2008: Bassleader 2008 Compilation
- 2009: Defqon.1 Festival 2009
- 2009: Defqon.1 Festival 2009 - Scrap Attack!
- 2009: Hardbass Chapter 16
- 2010: Defqon.1 Festival 2010 - Live
- 2010: Thrillogy 2010 Mix-CD1
- 2011: Hardstyle Vol. 22
- 2014: Qlimax 2014 The Source Code of Creation Compilation

### Singles
2007:
- Creatures / Against All Odds
- Crump / Marlboro Man / Aliens
- We Control the Noise
- Activated
- Always Black (vs. Noisecontrollers)
- Wanna Freak You (vs. Speedy Bass)

2008:
- Bassleader Anthem
- Shreek / Venom / Rushroom
- Delomelancum (mit Zany)

2009:
- Ctrl.Alt.Delete (In Qontrol Anthem 2009)
- Tonight / Famous (vs. Headhunterz & Wildstylez)
- Yellow Minute / Sanctus / Revolution Is Here / Attack Again
- Samara / Venom (Wildstylez Remix) / Astral / Surge of Power
- Addictive Fantasy / Unbroken / Promises / Confucius

2010:
- Jaydee / Empire Of The Sun (vs. Toneshifterz)
- The Space We Created (vs. Headhunterz)
- Paranoid / Diffusion / Diavoli (mit Zany)
- Faster n' Further / Club Jumper / Darkside of Emotions / Macabre 2010
- Summer in the City [Part I & II] (Decibel Outdoor 2010 Anthem)
- Bass Mechanics / Universe (mit Psyko Punkz)
- Cherish (mit The Pitcher)
- Robot's Dream (mit Headhunterz)

2011:
- Escape (Free-Track)
- Shut Up (mt The Pitcher)
- Disco Is the Music (Free-Track)
- Ready 2 Go (mit Mc Renegade; Free-Track)
- A Different Story (mit Wildstylez)
- Blue Horizon (mit Digital Punk)
- Stardust (mit Wildstylez)
- Gimme Love
- Give It Up
- Big Bang
- Stella Nova
- Unite (Defqon.1 2011 Anthem)

2012:
- So High
- E = NC²
- Moonraker (feat. Alpha²)
- Quatre Mains (mit Pavelow)
- Pillars Of Creation
- World Of Madness (Defqon 1. 2012 Anthem) (mit Headhunterz feat. Wildstylez)
- Universe Was Born
- Break the Show / Sludge

2013:
- Experience the Beyond (Official IQON 2013 Anthem)
- Get Loose (mit Showtek)
- Scared
- All Around the World
- What?!

2014:
- Static
- Down Down
- Light
- Have You (feat. Waverider)
- The Source Code of Creation (Qlimax 2014 Anthem)
- Rocked up

2015:
- Only You

2016:
- Holdin´On (mit Bass Modulators)
- The Game

### Remixes
2008:
- B-Front & Jones-Lunatick
- Dark-E - Gods & Symbols

2009:
- Zany - Thugs
- Wildstylez - KYHU
- Brennan Heart - One Blade
- Showtek - We Live for the Music

2010:
- Headhunterz - Forever Az One
- The Pitcher - Bangrindin'
- SMD – All for the Thrill (NC Re-Fix)
- Brooklyn Bounce - Club Bizarre (mit Headhunterz)

2011:
- Donkey Rollers - Followers

2012:
- Dutch Master – Million Miles Away
- Bioweapon - Move Your Body

2013:
- Hardwell ft. Amba Shepherd - Apollo
- Jurgen Vries - The Theme
- Gunz For Hire - Gangsters Don’t Dance (mit Alpha²)

2015:
- Bass Modulators - Let Me See Ya
- 2019:
- Scooter - Move Your Ass